# Elias Edman
Elias Leo Edman, född 28 januari 2000 i Kungsholm i Stockholms län, är en svensk låtskrivare och musikproducent.
Han har samarbetat med artister som Omar Rudberg, Noak Hellsing och Klara Hammarström och producerat låtar som "Sabotage" (Omar Rudberg) och "Everytime We Touch" (Klara Hammarström).
Edman var med och skrev låten "I'm Yours" inför Melodifestivalen 2025 tillsammans med Vilhelm Buchaus, Jonatan Lahti och Simon Alexander Ward. Han har samarbetat med Buschaus tidigare.